# Dicranum bardunovii
Dicranum bardunovii là một loài rêu trong họ Dicranaceae. Loài này được Tubanova & Ignatova mô tả khoa học đầu tiên năm 2011.